# Willian Lira
Willian Lira Sousa (* 9. Dezember 1993 in Altamira), auch bekannt als Willian Lira, ist ein brasilianischer Fußballspieler.

## Karriere
Willian Lira erlernte das Fußballspielen in den brasilianischen Jugendmannschaften von Marília FC, Itabuna EC und Grêmio Barueri. Bei Barueri unterschrieb er 2013 auch seinen ersten Vertrag. Der Verein aus Barueri spielte in der dritten Liga, der Série C. Hier bestritt er 12 Drittligaspiele. 2014 spielte er beim SC Santa Rita und Associação Ferroviária de Esportes. 2015 stand er für Campinense Clube und Sampaio Corrêa FC auf dem Spielfeld. Mit Campinense wurde er Sieger in der Staatsmeisterschaft von Paraíba. Über die Station Operário FC wechselte er im Juli 2016 zum Salgueiro AC nach Salgueiro. Ein Jahr später wechselte er auf Leihbasis nach Indonesien zum Erstligisten PS Barito Putera. Für den Verein aus Banjarmasin absolvierte er bis Jahresende 15 Erstligaspiele. Nach der Ausleihe kehrte er nach Brasilien zurück. Von Ende Januar 2018 bis Mitte April 2018 wurde er an den brasilianischen Klub São Bernardo FC ausgeliehen. Anfang Juli 2018 zog es ihn nach Europa, wo er in Nordmazedonien einen Vertrag beim Erstligisten Vardar Skopje unterschrieb. Nach nur einer Saison, in der 31 Erstligaspiele absolvierte, ging er wieder nach Südamerika, wo er in Bolivien einen Vertrag beim Erstligisten Club Destroyers unterschrieb. Am Ende der Saison belegte er mit dem Verein aus Santa Cruz de la Sierra den letzten Tabellenplatz. 2020 spielte er für die brasilianischen Vereine Retrô FC Brasil und Ferroviário AC. Der japanische Zweitligist nahm ihn im Januar 2021 unter Vertrag. 2022 gewann der mit dem Verein aus Kōfu den japanischen Pokal. Das Endspiel am 15. Oktober 2022 gegen den Erstligisten Sanfrecce Hiroshima wurde im Elfmeterschießen gewonnen. Nach zwei Spielzeiten und 70 Zweitligaspielen, in denen er 18 Treffer erzielte, wechselte er im Januar 2023 nach Malaysia. Hier verpflichtete ihn der Erstligist Kedah Darul Aman FC. Nach 14 Erstligaspielen verließ er im Sommer 2023 den Verein und schloss sich im Juli in Thailand dem Erstligisten Chonburi FC an. Am Ende der Saison 2023/24 belegte er mit dem Verein aus Chonburi den 14. Tabellenplatz und musste somit in die zweite Liga absteigen. Nach dem Abstieg wurde sein Vertrag im Sommer 2024 nicht verlängert. Für die Sharks bestritt er 30 Ligaspiele. Im Juli 2024 ging er in die Vereinigte Arabische Emirate. Hier nahm ihn der Erstligaabsteiger Hatta Club aus Hatta unter Vertrag.

## Erfolge
Campinense Clube
- Staatsmeisterschaft von Paraíba: 2015

Ventforet Kofu
- Japanischer Pokalsieger: 2022